# 圣埃莱纳 (哈恩省)
圣埃莱纳，是西班牙安达卢西亚自治区哈恩省的一个市镇。总面积146平方公里，总人口1021人（2001年），人口密度7人/平方公里。